# 36-й меридіан східної довготи
36-й меридіан східної довготи — лінія довготи, що лежить на 36 градусів східніше Гринвіцького меридіана. Вона проходить від Північного полюса через Північний Льодовитий океан, Європу, Азію, Африку, Індійський океан, Південний океан та Антарктиду до Південного полюса.
36-й меридіан східної довготи формує велике коло разом із 144-тим меридіаном західної довготи.

## Список географічних об'єктів, що перетинає 36° сх. д.
Починаючи на Північному полюсі та рухаючись до Південного полюса, 36-й меридіан східної довготи проходить через:
| Координати                                                 | Країна, територія або море | Примітки |
| ---------------------------------------------------------- | -------------------------- | --- |
| 90°0′ пн. ш. 36°0′ сх. д. / 90.000° пн. ш. 36.000° сх. д.  | Північний Льодовитий океан | |
| 80°19′ пн. ш. 36°0′ сх. д. / 80.317° пн. ш. 36.000° сх. д. | Баренцове море             | Проходить західніше острова Вікторія, Росія                                                                                  |
| 69°7′ пн. ш. 36°0′ сх. д. / 69.117° пн. ш. 36.000° сх. д.  | Росія                      | Проходить через Кольський півострів                                                                                          |
| 66°20′ пн. ш. 36°0′ сх. д. / 66.333° пн. ш. 36.000° сх. д. | Біле море                  | |
| 65°11′ пн. ш. 36°0′ сх. д. / 65.183° пн. ш. 36.000° сх. д. | Росія                      | Проходить через Соловецькі острови                                                                                           |
| 64°59′ пн. ш. 36°0′ сх. д. / 64.983° пн. ш. 36.000° сх. д. | Біле море                  | |
| 64°11′ пн. ш. 36°0′ сх. д. / 64.183° пн. ш. 36.000° сх. д. | Росія                      | Проходить через Онезьке озеро Проходить східніше Твері, західніше Калуги, Орла і Курська                                     |
| 50°27′ пн. ш. 36°0′ сх. д. / 50.450° пн. ш. 36.000° сх. д. | Україна                    | Харківська область — проходить західніше Харкова Дніпропетровська область — проходить східніше Павлограда Запорізька область |
| 46°39′ пн. ш. 36°0′ сх. д. / 46.650° пн. ш. 36.000° сх. д. | Азовське море              | |
| 45°22′ пн. ш. 36°0′ сх. д. / 45.367° пн. ш. 36.000° сх. д. | Україна                    | Проходить через Керченський півострів на заході Криму                                                                        |
| 45°2′ пн. ш. 36°0′ сх. д. / 45.033° пн. ш. 36.000° сх. д.  | Чорне море                 | |
| 41°43′ пн. ш. 36°0′ сх. д. / 41.717° пн. ш. 36.000° сх. д. | Туреччина                  | |
| 36°55′ пн. ш. 36°0′ сх. д. / 36.917° пн. ш. 36.000° сх. д. | Середземне море            | Затока Іскендерун |
| 36°29′ пн. ш. 36°0′ сх. д. / 36.483° пн. ш. 36.000° сх. д. | Туреччина                  | |
| 35°56′ пн. ш. 36°0′ сх. д. / 35.933° пн. ш. 36.000° сх. д. | Сирія                      | |
| 34°39′ пн. ш. 36°0′ сх. д. / 34.650° пн. ш. 36.000° сх. д. | Ліван                      | |
| 33°43′ пн. ш. 36°0′ сх. д. / 33.717° пн. ш. 36.000° сх. д. | Сирія                      | Приблизно на 11 км |
| 33°37′ пн. ш. 36°0′ сх. д. / 33.617° пн. ш. 36.000° сх. д. | Ліван                      | Приблизно на 10 км |
| 33°32′ пн. ш. 36°0′ сх. д. / 33.533° пн. ш. 36.000° сх. д. | Сирія                      | |
| 32°40′ пн. ш. 36°0′ сх. д. / 32.667° пн. ш. 36.000° сх. д. | Йорданія                   | Проходить східніше Аммана |
| 29°12′ пн. ш. 36°0′ сх. д. / 29.200° пн. ш. 36.000° сх. д. | Саудівська Аравія          | |
| 26°56′ пн. ш. 36°0′ сх. д. / 26.933° пн. ш. 36.000° сх. д. | Червоне море               | Проходить західніше Скелястого острова[en], Єгипет                                                                           |
| 22°41′ пн. ш. 36°0′ сх. д. / 22.683° пн. ш. 36.000° сх. д. | Халаїбський трикутник      | Халаїбський трикутник є спірною територією, яку контролює Єгипет та на яку претендують Єгипет та Судан                       |
| 22°0′ пн. ш. 36°0′ сх. д. / 22.000° пн. ш. 36.000° сх. д.  | Судан                      | |
| 12°43′ пн. ш. 36°0′ сх. д. / 12.717° пн. ш. 36.000° сх. д. | Ефіопія                    | Проходить через озеро Туркана                                                                                                |
| 4°29′ пн. ш. 36°0′ сх. д. / 4.483° пн. ш. 36.000° сх. д.   | Кенія                      | |
| 2°5′ пд. ш. 36°0′ сх. д. / 2.083° пд. ш. 36.000° сх. д.    | Танзанія                   | |
| 11°30′ пд. ш. 36°0′ сх. д. / 11.500° пд. ш. 36.000° сх. д. | Мозамбік                   | |
| 18°56′ пд. ш. 36°0′ сх. д. / 18.933° пд. ш. 36.000° сх. д. | Індійський океан           | |
| 60°0′ пд. ш. 36°0′ сх. д. / 60.000° пд. ш. 36.000° сх. д.  | Південний океан            | |
| 69°24′ пд. ш. 36°0′ сх. д. / 69.400° пд. ш. 36.000° сх. д. | Антарктида                 | Проходить через Землю Королеви Мод (претендує Норвегія)                                                                      |